# Liste deutscher Whiskybrennereien
Die deutschen Whiskybrennereien sind zum größten Teil Klein- und Kleinstbrennereien. 2016 erzeugten in Deutschland ca. 150 Brennereien Whisky. Viele davon produzieren auch andere Brände oder betreiben die Whiskyproduktion in kleinen Mengen als Nischen- und Nebengeschäft.
In der DDR gab es bis zu ihrem Ende vom VEB Bärensiegel die Sorte Old Joe Silver, vom VEB Edelbrände und Spirituosen Luckenwalde die Sorte Der Falckner.
Der VEB Nordbrand Nordhausen produzierte einen Whisky unter dem Namen Smoky Springs.
| Brennerei                                            | Ort                     | Bundesland              | Whiskyproduktion seit | Inhaber                                                           | Anmerkungen, Besonderheiten |
| ---------------------------------------------------- | ----------------------- | ----------------------- | --------------------- | ----------------------------------------------------------------- | --- |
| Alpirsbacher Klosterbräu ⊙                           | Alpirsbach              | Baden-Württemberg       | 2007                  | Alpirsbacher Klosterbräu Glauner GmbH                             | produziert mit Markenname "Kloster Whisky" |
| Altbierbrauerei Uerige ⊙                             | Düsseldorf              | Nordrhein-Westfalen     | 2008                  |                                                                   | produziert Uerige Whisky |
| AV Brennerei ⊙                                       | Wincheringen-Bilzingen  | Rheinland-Pfalz         | 2006                  |                                                                   | brennt Roggen-Whisky |
| Bachgau-Destille ⊙                                   | Schaafheim-Radheim      | Hessen                  |                       |                                                                   | stellt einen Bachgau-Whisky her |
| Bellerhof-Brennerei ⊙                                | Owen                    | Baden-Württemberg       | 1989                  | Thomas Dannenmann                                                 | verwendet zusätzlich Roggen |
| Berghof-Brennerei Rabel ⊙                            | Owen                    | Baden-Württemberg       |                       |                                                                   | produziert auch Dinkel-Whisky |
| Bergwelt Brennerei ⊙                                 | Pfaffenhausen           | Bayern                  | 2017                  | Andreas von Bergwelt                                              | produziert u. a. den White Mountain Single Malt |
| Birgitta Rust Piekfeine Brände – Craft Distillery ⊙  | Bremen                  | Freie Hansestadt Bremen | 2012                  | Birgitta Schulze van Loon                                         | produziert den Van Loon Whisky |
| Birkenhof-Brennerei ⊙                                | Nistertal               | Rheinland-Pfalz         | 2002                  | Peter und Steffi Klöckner                                         | produziert Whisky unter dem Namen Birkenhof Fading Hill |
| Black-Wood-Keller im Krabba-Nescht ⊙                 | Calw-Holzbronn          | Baden-Württemberg       | 1991                  |                                                                   | produziert den Black-Wood-Whisky |
| Bosch Edelbrand ⊙                                    | Lenningen               | Baden-Württemberg       | 1999                  | Andreas Bosch                                                     | stellt Dinkel-Whisky her |
| Brauerei & Brennerei Eschenbräu ⊙                    | Berlin                  | Berlin                  | 2010                  | Martin Eschenbrenner                                              | 2010 wurde Berliner Whisky eingelagert |
| Brennerei Dürr ⊙                                     | Neubulach               | Baden-Württemberg       | 2002                  |                                                                   | produziert Doinich Daal – Blackforest |
| Brennerei Ehringhausen ⊙                             | Werne                   | Nordrhein-Westfalen     |                       | Theres und Georg Glitz-Ehringhausen                               | produziert verschiedene Kornbrände, die Serie Kleiner Lord bewegt sich geschmacklich im Whiskyniveau |
| Brennerei Friz ⊙                                     | Oppenweiler             | Baden-Württemberg       | 2010                  | Jürgen Friz                                                       | |
| Brennerei Henrich ⊙                                  | Kriftel                 | Hessen                  | 2008                  | Holger und Ralf Henrich                                           | produziert Gilors Single Malt Whisky |
| Brennerei Höhler ⊙                                   | Aarbergen               | Hessen                  | 2001                  | Maren Küsel                                                       | produziert den Whesskey |
| Brennerei Höllberg ⊙                                 | Oberkirch               | Baden-Württemberg       |                       |                                                                   | produziert den Höllberg Black Forest Whisky |
| Brennerei Mees ⊙                                     | Briedel/Mosel           | Rheinland-Pfalz         |                       | Michael Mees                                                      | produziert kleine Mengen Single Malt, Reifung im Eichenfass, Finish im Rotwein-, Bourbon- oder Rumfass |
| Brennerei Roder ⊙                                    | Aalen                   | Baden-Württemberg       | 2003                  | Frank Roder                                                       | produziert Single Grain (über 7 Jahre im Bourbon- und Sherryfass gereift; hergestellt unter Verwendung von hauseigenen Quellwasser) |
| Brennerei Senft ⊙                                    | Salem                   | Baden-Württemberg       |                       |                                                                   | produziert den Bodensee Whisky |
| Brennerei Sonnenschein ⊙                             | Witten-Heven            | Nordrhein-Westfalen     |                       |                                                                   | der Sonnenschein Single Malt Whisky wurde einmalig 1989 von der Brennerei Sonnenschein produziert, inaktiv |
| Brennerei Theurer im Gasthof Lamm ⊙                  | Tübingen-Unterjesingen  | Baden-Württemberg       |                       |                                                                   | |
| Brennerei Ziegler ⊙                                  | Freudenberg             | Baden-Württemberg       | 2008                  | Josef und Matthäus Ziegler                                        | bietet einen Single Malt Whisky unter dem Namen Ziegler – Aureum 1865 – Fassstärke aus dem Jahr 2008 an |
| Brigantia 1. Bodensee Whisky Destillerie ⊙           | Kressbronn am Bodensee  | Baden-Württemberg       | 2008                  | Martin Steinhauser                                                | |
| Bürgerstiftung Rohrmeisterei Schwert ⊙               | Schwerte                | Nordrhein-Westfalen     | 2012                  | Bürgerstiftung Rohrmeisterei Schwerte                             | in Zusammenarbeit mit der Märkischen Spezialitäten-Brennerei in Hagen destilliert die Rohrmeisterei jedes Jahr Schwerter Whisky; pro Jahr werden zwei neue Fässer abgefüllt (je eines mit 3 und eines mit 5 Jahren Lagerung); verwendet werde gebrauchte Bourbon-, Sherry-, Portwein- oder Rumfässer |
| Destille Kaltenthaler ⊙                              | Westhofen               | Rheinland-Pfalz         | 2013                  | Felix Georg Kaltenthaler                                          | produziert Whisky unter dem Namen Vangiones in verschiedenen Variationen |
| Destillerie Armin Jobst ⊙                            | Hammelburg              | Bayern                  | 2007                  | Armin Jobst                                                       | Einzelfassabfüllungen von Single Malt und Single Grain Whiskys; 10 verwendete Fasstypen |
| Destillerie Kammer-Kirsch ⊙                          | Karlsruhe-Mühlburg      | Baden-Württemberg       | 2006                  | Gerald Erdrich                                                    | produziert in Kooperation mit der Badischen Staatsbrauerei Rothaus kleine Mengen unter dem Namen Black Forest Rothaus Single Malt Whisky |
| Destillerie Ralf Hauer ⊙                             | Bad Dürkheim            | Rheinland-Pfalz         | 2012                  | Ralf Hauer                                                        | produziert Single Malt Whisky unter dem Namen Saillt Mór in verschiedenen Varianten |
| Destillerie & Brennerei Heinrich Habbel ⊙            | Sprockhövel             | Nordrhein-Westfalen     | 1977                  | Michael und Michaela Habbel                                       | produziert den Hillock German Whisky |
| Deutsche Spirituosen-Manufaktur                      | Berlin-Marzahn          | Berlin                  | 2017, Okt.            | Tim Müller                                                        | Geiste und Brände mit hohem Alkoholgehalt (bis zu 42 Prozent), beispielsweise Zitronengras-, Pfeffer-, Spargel-, Rhabarber- oder Mandarinengeist |
| Dolleruper Destille ⊙                                | Dollerup                | Schleswig-Holstein      | 2014                  | Werner Sauer und Dr. Axel Hartwig                                 | produziert Single Malt, Straight Rye und Straight Corn |
| Dresdner Whisky Manufaktur                           | Dresden                 | Sachsen                 | 2020                  | Frank Leichsenring und Thomas Michalski                           | produziert Single Malt Whisky HELLINGER 42 |
| Edelbrennerei Bischof ⊙                              | Wartmannsroth           | Bayern                  |                       |                                                                   | stellt einen Rhöner Whisky her |
| Eifel Whisky ⊙                                       | Koblenz                 | Rheinland-Pfalz         |                       |                                                                   | der 5-jährige Single Rye (Bordeauxfass) von Eifel Whisky wurde mit 96 Punkten in Jim Murray's Whisky Bible bewertet |
| Elch-Whisky ⊙                                        | Gräfenberg-Thuisbrunn   | Bayern                  | 2017                  | Georg und Bianca Kugler                                           | produziert Single Malt Whisky |
| Erlebnisdestillerie Senft ⊙                          | Salem (Baden)           | Baden-Württemberg       | 2009                  | Herbert und Silke Senft                                           | produziert Senft Bodensee Whisky |
| Fallstein Destillerie – Demmel & Cie. GmbH ⊙         | Rohrsheim               | Sachsen-Anhalt          | 2007                  | Thomas Demmel                                                     | produziert Single Malt Whisky und 2 Blends, teilweise aus eigenem Anbau |
| Farny Destillerie ⊙                                  | Kißlegg                 | Baden-Württemberg       | 2015                  | Oskar Farny                                                       | produziert Falken Whisky |
| Feinbrennerei Sasse ⊙                                | Schöppingen             | Nordrhein-Westfalen     | 2020                  | Rüdiger Sasse                                                     | produziert nur geringe Mengen in limitierten Abfüllungen |
| Fesslermill1396 Destillerie ⊙                        | Sersheim                | Baden-Württemberg       | 2013                  | Tobias Fessler, Wolfgang Fessler                                  | produziert den mettermalt Whisky; Getreide von eigenen Ackerflächen, Vermahlung in der eigenen Getreidemühle (Fessler Mühle) auf einem Schrotgang aus dem Jahr 1870; Whiskys aus Roggen-, Hafer-, Dinkel- und Weizendestillaten, sowie Gerstenmalz                                                   |
| Finch Whiskydestillerie ⊙                            | Nellingen               | Baden-Württemberg       | 2001                  | Hans-Gerhard Fink                                                 | brennt aus Dinkel und Weizen verschiedene Whiskys, verwendet auch die alte Getreideart Emmer |
| Fränkische Whiskybrennerei Mößlein ⊙                 | Zeilitzheim             | Bayern                  | 1996                  | Reiner und Martin Mößlein                                         | produziert Fränkischen Whisky |
| Friesenwhisky ⊙                                      | Aurich                  | Niedersachsen           |                       | Heiner Labohm und Arnd Büdenbender                                | produziert den Ostfriesenwhisky |
| Gerhard Büchner Feindestillerie Am Süßen See ⊙       | Langenbogen             | Sachsen-Anhalt          |                       | Gerhard Büchner                                                   | produziert Single Malt Whisky und Single Grain |
| Glina Destillerie GmbH                               | Werder/Havel            | Brandenburg             |                       | Michael Schultz                                                   | produziert verschiedene Whisky aus Roggen oder Gerste aus eigenem Anbau |
| Grumsiner Brennerei ⊙                                | Angermünde              | Brandenburg             | 2015                  | Thomas Blätterlein                                                | produziert Mammoth Whisky |
| Gutsbrennerei Joh. B. Geuting ⊙                      | Bocholt                 | Nordrhein-Westfalen     | 2010                  | Magnus Geuting                                                    | produziert J.B.G. Münsterländer Whisky |
| Hercynian Distilling Co. / Hammerschmiede ⊙          | Walkenried-Zorge        | Niedersachsen           | 2002                  | Karl Theodor Buchholz                                             | produziert den Single Malt Whisky Elsburn (bis 2019 The Glen Els) |
| Hardenberg Distillery ⊙                              | Nörten-Hardenberg       | Niedersachsen           | 2014                  | Carl Graf von Hardenberg                                          | produziert den Single Malt Whisky Beverbach Single Malt |
| Hausbrauerei Altstadthof ⊙                           | Nürnberg                | Bayern                  | 2005                  | Hausbrauerei Altstadthof GmbH Rotbierbrauerei & Whiskydestillerie | produziert mit Markenname Ayrer´s Red |
| HeiligenBergFeld Distillery ⊙                        | Widdersberg             | Bayern                  | 2018                  | Achim März                                                        | |
| Hinrichsen's Farm                                    | Dunsum (Insel Föhr)     | Schleswig-Holstein      |                       | Marret & Jan Hinrichsen                                           | „Single Farm Whisky“, d. h. es wird nur Getreide aus eigenem Anbau verwendet; einzige Whiskybrennerei auf einer deutschen Nordseeinsel |
| Hinricus Noyte´s Spirituosen ⊙                       | Wismar                  | Mecklenburg-Vorpommern  | 2012                  | Stefan Beck                                                       | |
| Historische Brennerei Gemmer ⊙                       | Rettert                 | Rheinland-Pfalz         | 2008                  | Klaus Gemmer                                                      | produziert Georg IV Single Malt Whisky |
| Hofgut Aglishardt ⊙                                  | Römerstein              | Baden-Württemberg       | 2003                  |                                                                   | |
| Kinzigbrennerei ⊙                                    | Biberach                | Baden-Württemberg       | 2004                  | Martin Brosamer                                                   | mindestens 6 Whiskysorten aus Eigendestillation im Sortiment |
| Kleinbrennerei Fitzke ⊙                              | Herbolzheim-Broggingen  | Baden-Württemberg       | 2004                  | Edith Fitzke                                                      | produziert den Schwarzwälder Whisky Derrina; Single Malt and Single Grain Whiskys aus allen Getreidesorten |
| Kornbrennerei August Dinsing ⊙                       | Dortmund-Wichlinghofen  | Nordrhein-Westfalen     | 2016                  | Dirk Dinsing                                                      | produziert den "Dortmunder Whisky" |
| Kornbrennerei Wagner ⊙                               | Hünfelden-Dauborn       | Hessen                  | 2005                  | Bettina Wagner                                                    | |
| Kymsee Whisky-Destillerie ⊙                          | Grabenstätt             | Bayern                  | 2012                  | Oliver Lange                                                      | |
| Lambertus Bräu & Brand GmbH                          | Linnich                 | Nordrhein-Westfalen     | 1828                  | Laura Jacobsen-Littig und Lennart Jacobsen                        | Westlichste Brennerei Deutschlands, Markenname "Eiskeller-Whisky" durch Lagerung im ehemaligen Eiskeller der zugehörigen Brauerei, Fokus auf Single Cask und mindestens 10 Jahren Lagerdauer |
| Manufaktur Der Ginsberg ⊙                            | Windeck                 | Nordrhein-Westfalen     | 2017                  | Frank Ginsberg                                                    | produziert kleine Mengen Single Malt Whiskys, auch mit besonderen Finishings |
| Manufaktur Lehmitz ⊙                                 | Hamburg                 | Hamburg                 | 2017                  | Weinhaus am Stadtrand Marco Lehmitz e.K.                          | produziert den Hamburg Malt Whisky / Hamburg Malt Whisky Hamburger Rotspon Finish |
| Marder Edelbrände ⊙                                  | Albbruck-Unteralpfen    | Baden-Württemberg       | 2009                  | Stefan Marder                                                     | |
| Märkische Spezialitäten-Brennerei ⊙                  | Hagen                   | Nordrhein-Westfalen     | 2010                  | Klaus Wurm                                                        | produziert den DeCavo Single Malt Höhlenwhisky in einer Standardstärke mit 47,3 % Vol. und einer Fassstärke die in der Regel zwischen 58 % und 60 % Vol. liegen |
| Meissener Spezialitäten-Brennerei Prinz zur Lippe ⊙  | Klipphausen             | Sachsen                 |                       | Georg Prinz zur Lippe-Weißenfeld und Siegbert Hennig              | |
| mühle4 ⊙                                             | Kempen/St. Hubert       | Nordrhein-Westfalen     | 2020                  | Peter Day                                                         | produziert Wackertapp 01 (Single Malt, Double Cask, Jamaica Rum Finish) und Wackertapp 02 (Single Malt, Double Cask, Laphroaig Finish) |
| Niederrhein Destille ⊙                               | Emmerich am Rhein       | Nordrhein-Westfalen     | 2012                  | André de Schrevel                                                 | Whiskys reifen im Barriquefass |
| Number Nine Spirituosen Manufaktur GmbH ⊙            | Leinefelde-Worbis       | Thüringen               | 2013                  | Familie Ehbrecht                                                  | Whisky The 9 Springs, Whiskywelt auf Burg Scharfenstein seit 2018, ca. 12.000 Liter pro Jahr |
| Obst-Korn Brennerei Zaiser ⊙                         | Köngen                  | Baden-Württemberg       | 1999                  |                                                                   | produziert Schwäbischen Whisky als Single Grain, Single Grain Roasted und Single Malt; Besonderheit ist die Lagerung u. a. in ausgebrannten Apfelmostfässern |
| Obstmanufaktur Greiner Edelobstbrennerei ⊙           | Heidenheim an der Brenz | Baden-Württemberg       |                       | Ulrich Greiner                                                    | produziert Single Grain Whisky aus eigenem Anbau |
| Old Sandhill Destillerie ⊙                           | Bad Belzig              | Brandenburg             | 2012                  | Norbert und Tim Eggenstein                                        | produziert Single Malt Whisky, angeboten werden 5 verschiedene Sorten (Gold und Doppelgold prämiert 2019) |
| Palatinatus Whisky Destillerie Thomas Sippel ⊙       | Weisenheim am Berg      | Rheinland-Pfalz         | 2011                  | Thomas Sippel                                                     | |
| Pittermanns Brauerei & Destillerie ⊙                 | Köln                    | Nordrhein-Westfalen     | 2016                  | Peter Esser                                                       | |
| Preussische Whisky Destillerie ⊙                     | Schwedt/Oder            | Brandenburg             | 2012                  |                                                                   | produziert Preussischen Whisky |
| Radebeuler Destille ⊙                                | Radebeul                | Sachsen                 | 2016                  | Henrik Helbig                                                     | produziert den Radebeul Single Malt im klassischen Pot-Still-Doppelbrandverfahren; nur Single Cask |
| Schlitzer Destillerie ⊙                              | Schlitz                 | Hessen                  | 1983                  | Tobias Wiedelbach                                                 | produziert u. A. den Glen Slitisa Single Wheat Whisky |
| Simon´s Feinbrennerei ⊙                              | Alzenau-Michelbach      | Bayern                  | 1998                  | Severin Simon                                                     | |
| Singold Whisky Destillerie ⊙                         | Wehringen               | Bayern                  | 2012                  | Hans-Jürgen Filp                                                  | |
| Slyrs Destillerie ⊙                                  | Schliersee              | Bayern                  | 1999                  | Hans Kemenater                                                    | produziert den Slyrs Bavarian Single Malt Whisky |
| Spezialitäten-Brennerei & Whisky Destillerie Liebl ⊙ | Bad Kötzting            | Bayern                  | 2006                  | Gerhard Liebl                                                     | produziert Coillmor Bavarian Single Malt Whisky |
| Spreewood Distillers GmbH ⊙                          | Schlepzig               | Brandenburg             | 2007                  |                                                                   | produziert STORK CLUB Rye Whiskey |
| St. Kilian Distillers ⊙                              | Rüdenau                 | Bayern                  | 2012                  | Andreas Thümmler                                                  | produziert u. a. Bud Spencer, Terence Hill, Grave Digger, White Dog |
| Stonewood Whisky-Destillerie ⊙                       | Erbendorf               | Bayern                  | 1818                  | Gregor Schraml                                                    | älteste deutsche Whiskydestillerie; produziert Stonewood (benannt nach dem Naturpark Steinwald) |
| Störtebeker Brennerei ⊙                              | Alt Reddevitz           | Mecklenburg-Vorpommern  | 2006                  | Störtebeker Braumanufaktur                                        | produziert auf der Rügener Halbinsel Mönchgut Störtebeker Whisky |
| Sülfelder Gutshof Brennerei ⊙                        | Wolfsburg               | Niedersachsen           | 2013                  | Hermann Lübbecke-Grünhagen                                        | produziert Sulivilun Whisky |
| Sulmgau Whisky ⊙                                     | Neckarsulm              | Baden-Württemberg       | 2016                  | Whisky Stube Ralf Brzeske                                         | produziert Whisky aus Malz und Korn |
| Tecker Whisky-Destillerie ⊙                          | Owen                    | Baden-Württemberg       | 1989                  | Immanuel Gruel                                                    | brennt Grain Whisky aus Weizen und Gerstenmalz |
| The Lübbehusen Malt Distillery ⊙                     | Emstek                  | Niedersachsen           | 2014                  | Jens Lübbehusen                                                   | |
| Thousand Mountains – German Whisky Distillery ⊙      | Kallenhardt             | Nordrhein-Westfalen     | 2004                  | Ulrich Wolfkühler                                                 | |
| Usedom Destillerie                                   | Mölschow                | Mecklenburg-Vorpommern  | 2020                  | Joern Schnapke                                                    | der erste Usedomer Whisky kommt aus dieser Destillerie |
| Vogel Hausbräu Durlach ⊙                             | Karlsruhe-Durlach       | Baden-Württemberg       | 2010                  | Rudi Vogel                                                        | produziert auch Bierbrände |
| Waldhornbrennerei Klotz ⊙                            | Berglen                 | Baden-Württemberg       | 2010                  | Gerlinde Klotz, Jürgen Klotz, Michael Klotz                       | produziert Glen Buchenbach als Single Malt, ausgebaut in Sherry Fässern |
| Weingut Mößlein ⊙                                    | Kolitzheim-Zeilitzheim  | Bayern                  | 1999                  |                                                                   | produziert Single Malt und Grain Whisky |
| Weinkellerei Steinhauser ⊙                           | Kressbronn am Bodensee  | Baden-Württemberg       | 2008                  | Martin Steinhauser                                                | die 1. Bodensee Whisky-Brennerei produziert den Single Malt Brigantia |
| Weyermann Destillerie ⊙                              | Bamberg                 | Bayern                  | 2014                  | Malzfabrik Michael Weyermann                                      | |
| Whiskydestillerie Blaue Maus ⊙                       | Eggolsheim              | Bayern                  | 1983                  | Thomas Fleischmann                                                | der Spinnaker Single Cask Malt Whisky Fassstärke Cask 1 (destilliert 06/1988, abgefüllt 06/2015) wurde mit 97 Punkten in Jim Murray's Whisky Bible bewertet |
| Yserrain Distillery ⊙                                | Ismaning                | Bayern                  | 2017                  | Adolf M. Sieber                                                   | |
| Zeitzer Whisky Manufaktur ⊙                          | Zeitz                   | Sachsen-Anhalt          | 2014                  | Daniel Rost                                                       | |